# وشتاتی (ناحیه میلنیک)
وشتاتی (به چکی: Všetaty) یک منطقهٔ مسکونی در جمهوری چک است که در ناحیه میلنیک واقع شده‌است.